# Basilique Sainte-Rita de Cascia
La basilique Sainte-Rita est une église de style moderne et néo-byzantin construite à Cascia, dans la région de l'Ombrie.

## Historique
La basilique a été construite au début du  XXe siècle pour conserver les reliques de la moniale Sainte Rita de Cascia, béatifiée en 1900. L'impulsion initiale a été donnée par l'abbesse Maria Teresa Fasce, considérée comme une personne bénie par l'Eglise catholique romaine. Faute d'argent pour la construction d'une église, une partie des fonds a d'abord été collectée par les abonnements à une revue intitulée  Dalle Api alle Rose et par un don du Pape Benoît XV. En 1931, le pape Pie XI fournit des fonds supplémentaires et un projet est élaboré par l'ingénieur Maria Spirito Chiapetta et les architectes Giuseppe Calori et Giuseppe Martinenghi. La première pierre est déposée le 20 juin 1937 par le cardinal Enrico Gasparri et la construction est achevée en 1947. En 1955, le pape Pie XII élève l'église au rang de basilique mineure.

## Architecture
La façade de la basilique est en travertin blanc de Tivoli. Le plan de l'édifice a la forme d'une croix grecque avec quatre grandes absides latérales et une coupole centrale qui domine le presbytère. Le portail sculpté par Eros Pellini comporte des scènes de la vie de Santa Rita. L'intérieur est orné de nombreuses fresques réalisées par Luigi Montanarini, Luigi Filocamo, Silvio Consadori, Gisberto Ceracchini et Cesarino Vicenzi. Le maître-autel a été dessiné par Giacomo Manzù.

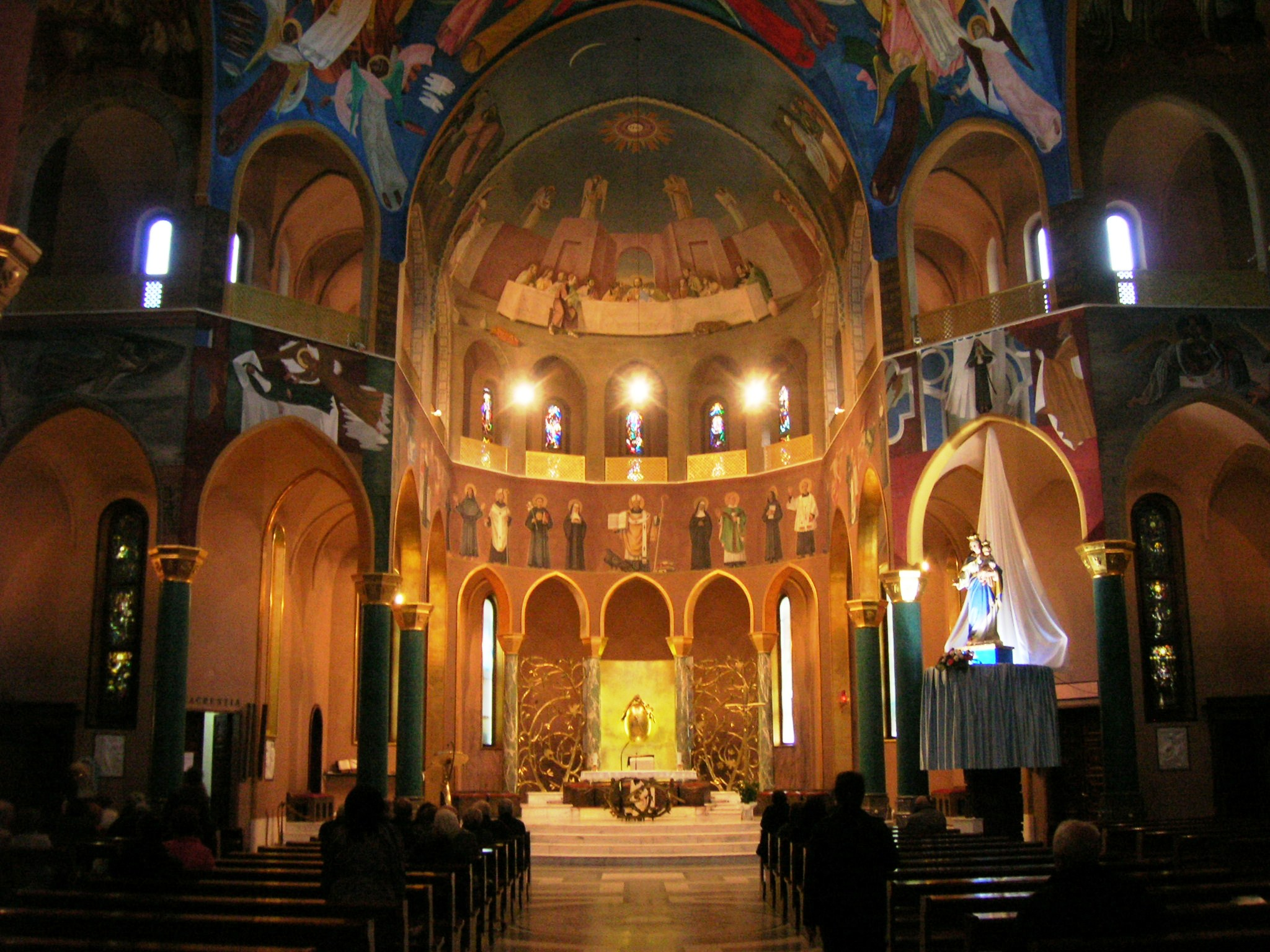
L'intérieur de la basilique.
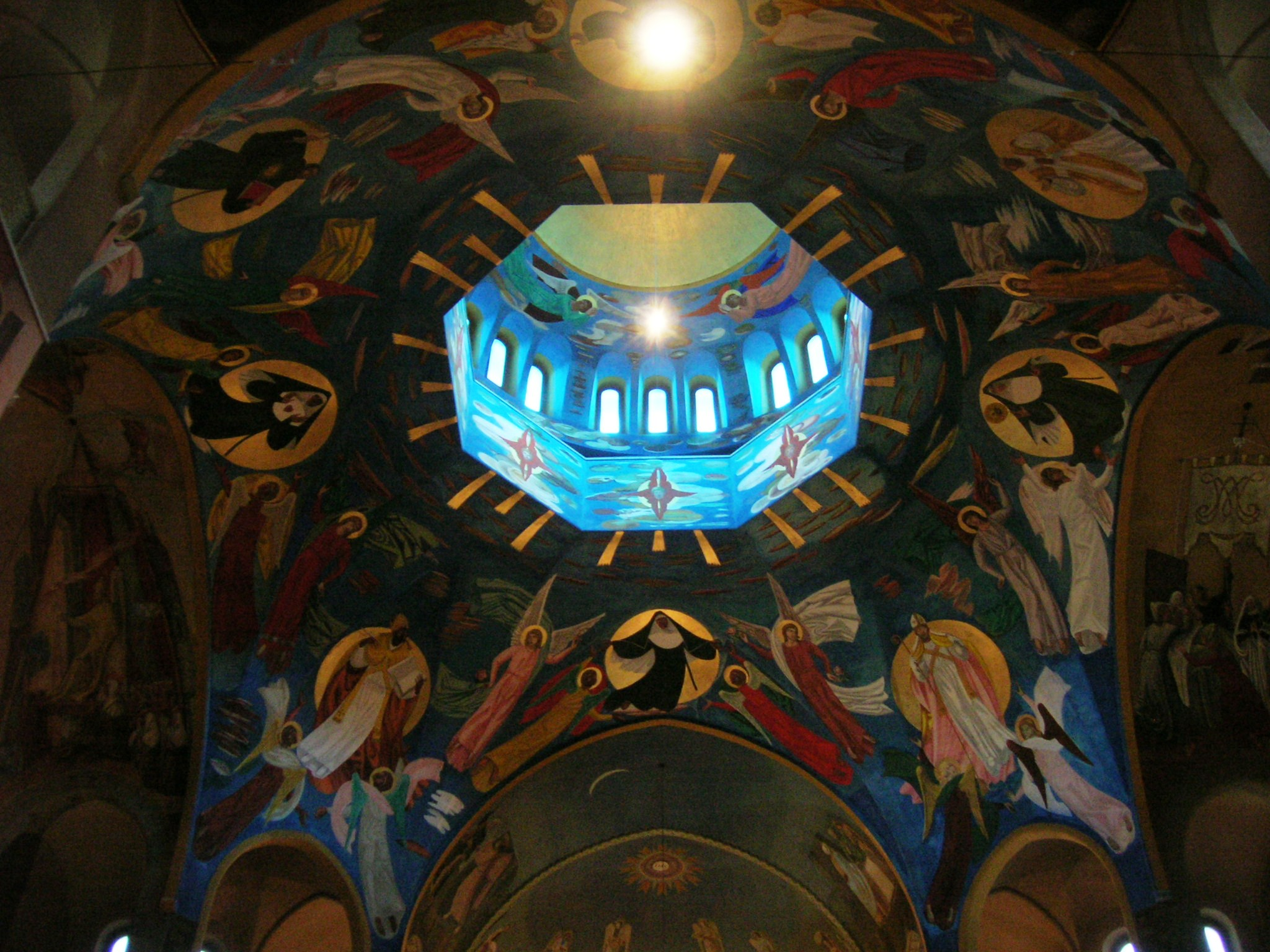
La coupole.
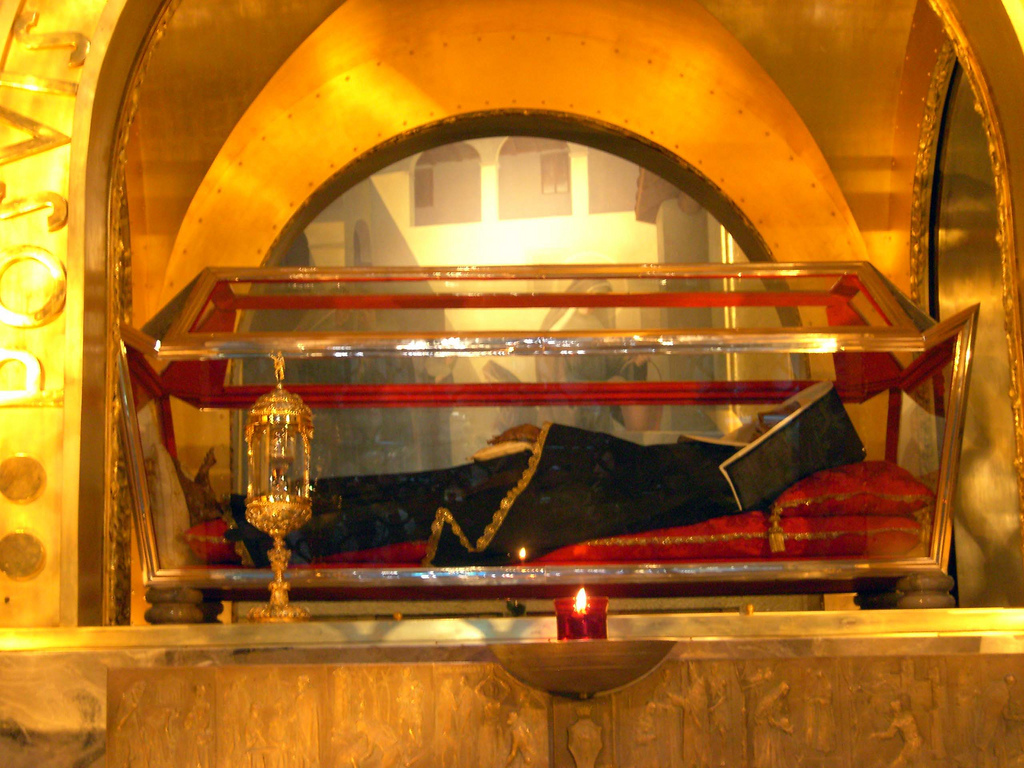
Corps de sainte Rita.